# Grand Guignol (album)
Pour les articles homonymes, voir Grand Guignol.
 (septembre 2023).
Si vous disposez d'ouvrages ou d'articles de référence ou si vous connaissez des sites web de qualité traitant du thème abordé ici, merci de compléter l'article en donnant les références utiles à sa vérifiabilité et en les liant à la section « Notes et références ».
Grand Guignol est le deuxième album studio de Naked City. Il est paru sur le label japonais Avant en 1992, et a été réédité par Tzadik dans le coffret The Complete Studio Recordings. Il est constitué d'une pièce titre originale de 17 minutes, de sept reprises de pièces classiques (Debussy, Scriabin, Ives, Messiaen...) et de miniatures hardcores (que l'on retrouve sur Torture Garden).

## Titres
La liste des titres de cet album est :
| 1.    | Grand Guignol                                             | 17:40 |
| 2.    | La Cathédrale Engloutie (Debussy)                         | 6:24  |
| 3.    | Three Preludes Op. 74 (Douloureux, Déchirant) (Scriabine) | 1:17  |
| 4.    | Three Preludes Op. 74 (Très Lent, Contemplatif)           | 1:42  |
| 5.    | Three Preludes Op. 74 (Allegro Drammatico)                | 0:48  |
| 6.    | Prophetiae Sybillarum (de Lassus)                         | 1:46  |
| 7.    | The Cage (Ives)                                           | 2:00  |
| 8.    | Louange A L'Eternité De Jésus (Messiaen)                  | 7:07  |
| 9.    | Blood Is Thin                                             | 1:00  |
| 10.   | Thrash Jazz Assassin                                      | 0:45  |
| 11.   | Dead Spot                                                 | 0:31  |
| 12.   | Bonehead                                                  | 0:51  |
| 13.   | Piledriver                                                | 0:33  |
| 14.   | Shangkuan Ling-Feng                                       | 1:14  |
| 15.   | Numbskull                                                 | 0:29  |
| 16.   | Perfume Of A Critic's Burning Flesh                       | 0:24  |
| 17.   | Jazz Snob: Eat Shit                                       | 0:24  |
| 18.   | The Prestidigitator                                       | 0:43  |
| 19.   | No Reason To Believe                                      | 0:26  |
| 20.   | Hellraiser                                                | 0:39  |
| 21.   | Torture Garden                                            | 0:35  |
| 22.   | Slan                                                      | 0:23  |
| 23.   | The Ways Of Pain                                          | 0:31  |
| 24.   | The Noose                                                 | 0:10  |
| 25.   | Sack Of Shit                                              | 0:43  |
| 26.   | Blunt Instrument                                          | 0:53  |
| 27.   | Osaka Bondage                                             | 1:14  |
| 28.   | Shallow Grave                                             | 0:40  |
| 29.   | Kaoru                                                     | 0:50  |
| 30.   | Dead Dread                                                | 0:45  |
| 31.   | Billy Liar                                                | 0:10  |
| 32.   | Victims Of Torture                                        | 0:20  |
| 33.   | Speedfreaks                                               | 0:48  |
| 34.   | New Jersey Scum Swamp                                     | 0:41  |
| 35.   | S-M Sniper                                                | 0:14  |
| 36.   | Pigfucker                                                 | 0:23  |
| 37.   | Cairo Chop Shop                                           | 0:22  |
| 38.   | Facelifter                                                | 0:54  |
| 39.   | Whiplash                                                  | 0:19  |
| 40.   | The Blade                                                 | 0:35  |
| 41.   | Gob Of Spit                                               | 0:18  |
| 58:31 |                                                           |       |

## Personnel
- Joey Baron - batterie
- Bill Frisell - guitare
- Fred Frith - basse
- Wayne Horwitz - claviers
- John Zorn - saxophone alto
- Yamantaka Eye - voix
- Bob Dorough - voix (5)